# Hägernäs
Hägernäs är en kommundel i Täby kommun. Området ligger i nordöstra Täby och gränsar till Österåkers kommun, har 2 512 invånare (2003). Trakten delas upp av motorväg E18 som blev klar 1957 (sträckan Danderyd-Ullna). Den löper rakt genom kommundelen.

## Historia
Hägernäs omnämns, vad man vet, första gången som Hegrenes 1549, uppkallat efter de hägrar som häckade vid Stora Värtan. Vid den tiden var det en by med två gårdar som hette Norrgården och Södergården. Bönderna i Hägernäs var arrendatorer åt ägaren av säteriet Rydboholms slott, som ägdes av Sture-ätten och senare Vasa-ätten under 1400-1500-talen. 
Under 1700-talet fanns en vattenkvarn i Hägernäs. Folket på Hägernäs rodde in till Stockholm för att hämta stadsbornas tvätt. Stationen Hägernäs, på Roslagsbanan mellan Viggbyholm och Arninge, invigdes 1917. 2018 byggdes sträckan Hägernäs - Ullna kvarnväg ut till dubbelspår.    
Adresserna i Hägernäs har koppling till områdets unika militära historia från eran då Roslagens flygflottilj huserade i området åren 1919–1945 och sedermera hade militär aktivitet fram till 1974 genom Roslagens flygkår; bland annat Radarvägen, Pontongränd och Flygvillevägen.  

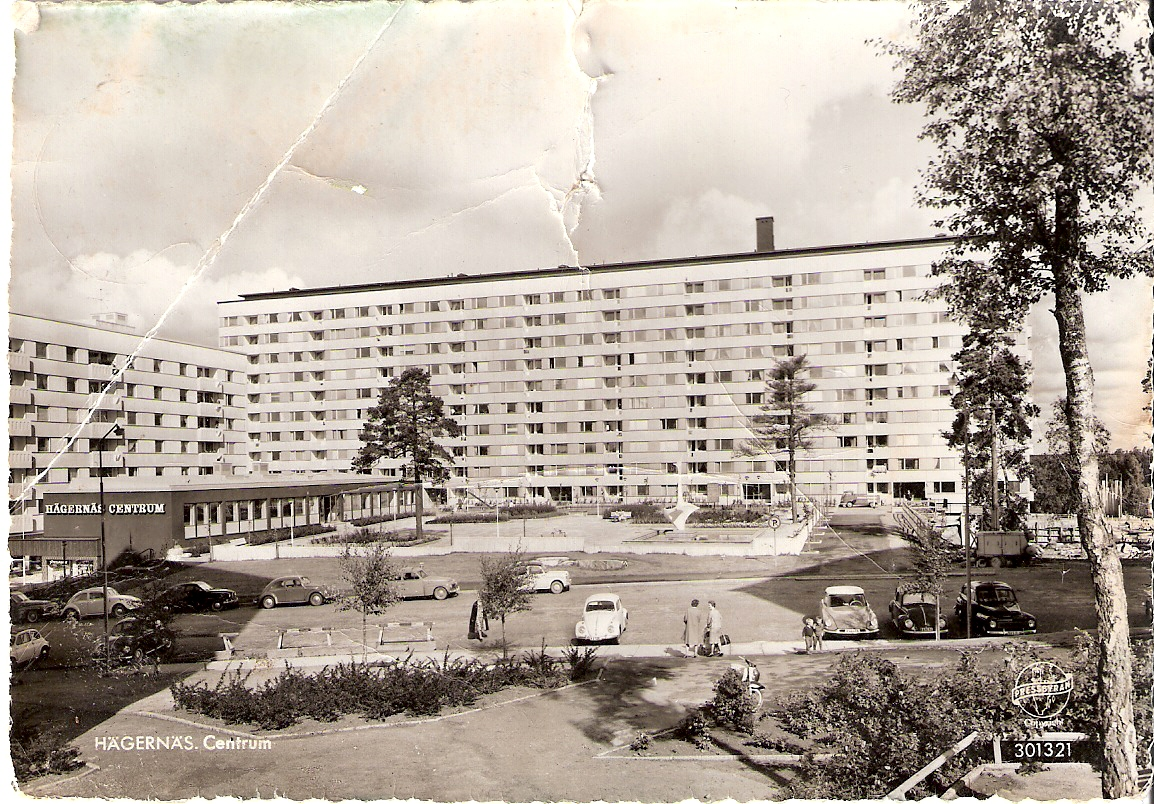
Hägernäs Centrum 1964

## Områden

### Hägernäs
Beläget norr om E18 och har bebyggelse av flerfamiljshus från 1960-talet med ett centrum, med mataffär, pizzerior och ett antal verksamheter. Både skola och förskola finns i området. Roslagsbanestationen Hägernäs finns här. Norr om spåret finns Odlingslandsföreningen Gröna Hägern med över 250 kolonilotter. 
Norr om Hägernäs finns Rönningesjön och Rönninge by-Skavlötens naturreservat. Där ligger även Rönninge by, ett friluftsmuseum som lockar både kommuninvånare och utomsocknes, särskilt vid midsommar. Byn var bebodd redan på yngre järnåldern. 
Utmed spåret mot Arninge finns en sluten kriminalvårdsanstalt, Anstalten Täby.

### Hägernäs Strand

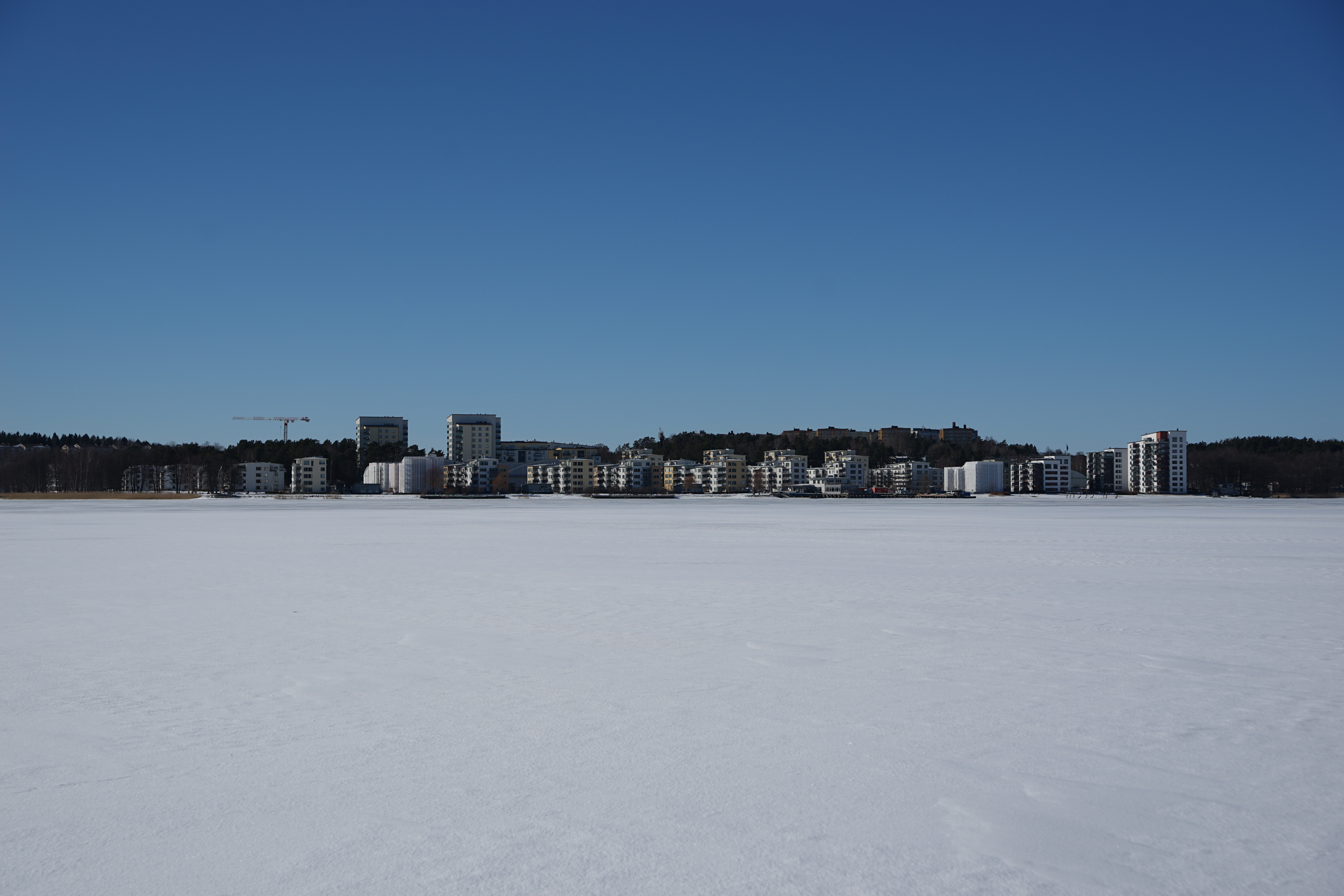
Hägernäs Strand, 2018.

Söder om E18 ligger Hägernäs Strand, invid fjärden Stora Värtan. Trakten är främst känt för sin unika militära historia, med sjöflottiljen F 2 Hägernäs, som var Sveriges enda i sitt slag. Sjöflyget finns kvar genom Täby Sjöflygklubb som har sin flyghamn och verksamhet där. 
Efter att ha fört en slumrande tillvaro efter att militären lämnat området 1974 uppfördes på 2000-talet ett bostadsområde med drygt 600 lägenheter. Skola och förskola finns liksom i Hägernäs, även här. En idrottsplats med fotbollsplaner (både natur och konstgräs), Hägernäs IP med ishall intill, Jägholmshallen, samt F2-hallen som är en fullstor idrottshall. 
Även ett litet torg, Catalinatorget, med florist, frisörer, ett par restauranger samt pizzeria finns i området. Längst söderut, bort från E18 återfinns Hägernäsbadet som är ett EU-bad.

### Södra Hägernäs
Inkilat mellan E18 ned mellan Hägernäs Strand och Viggbyholm. Här finns ett företagsområde och ett antal flerfamiljehus från 80-talet. Viggbyholms tennisklubb har sin hall här.